# خط طول 84° غرب
خط طول 84° غرب هو أحد خطوط الطول الجغرافية، والتي تمتد من القطب الشمالي الجغرافي إلى القطب الجنوبي الجغرافي، وحسب التحويل الزمني يتأخر خط طول 84° غرب عن خط غرينتش بـ5 ساعة و36 دقيقة.

## من القطب إلى القطب
ينطلق خط طول 84° غرب من القطب الشمالي نحو القطب الجنوبي مرورا بالمناطق التي ترد في الجدول التالي:
| الإحداثيات                         | البلد أو الإقليم أو البحر | ملاحظات |
| ---------------------------------- | ------------------------- | --- |
| 90°0′N 84°0′W / 90.000°N 84.000°W  | المحيط المتجمد الشمالي    | |
| 82°22′N 84°0′W / 82.367°N 84.000°W | كندا                      | نونافوت — جزيرة إليسمير و Landslip Island |
| 76°25′N 84°0′W / 76.417°N 84.000°W | جونز ساوند [لغات أخرى]‏    | |
| 75°49′N 84°0′W / 75.817°N 84.000°W | كندا                      | نونافوت — جزيرة ديفون |
| 74°32′N 84°0′W / 74.533°N 84.000°W | Lancaster Sound           | |
| 73°31′N 84°0′W / 73.517°N 84.000°W | كندا                      | نونافوت — بافن (جزيرة) |
| 69°59′N 84°0′W / 69.983°N 84.000°W | Fury و Hecla Strait       | |
| 69°46′N 84°0′W / 69.767°N 84.000°W | كندا                      | نونافوت — شبه جزيرة ميلفيل (mainland) و جزيرة فانسيتارت [لغات أخرى]‏ |
| 65°45′N 84°0′W / 65.750°N 84.000°W | حوض فوكس                  | |
| 65°11′N 84°0′W / 65.183°N 84.000°W | كندا                      | نونافوت — جزيرة ساوثهامبتون |
| 63°39′N 84°0′W / 63.650°N 84.000°W | Fisher Strait             | |
| 62°30′N 84°0′W / 62.500°N 84.000°W | خليج هدسون                | مرورا بغرب جزيرة كوتس [لغات أخرى]‏, نونافوت, كندا (في 62°26′N 83°57′W / 62.433°N 83.950°W) |
| 55°16′N 84°0′W / 55.267°N 84.000°W | كندا                      | أونتاريو — mainland و St. Joseph Island |
| 46°6′N 84°0′W / 46.100°N 84.000°W  | الولايات المتحدة          | ميشيغان |
| 45°57′N 84°0′W / 45.950°N 84.000°W | بحيرة هرون                | |
| 45°29′N 84°0′W / 45.483°N 84.000°W | الولايات المتحدة          | ميشيغان أوهايو — من 41°43′N 84°0′W / 41.717°N 84.000°W كنتاكي — من 38°47′N 84°0′W / 38.783°N 84.000°W تينيسي — من 36°35′N 84°0′W / 36.583°N 84.000°W كارولاينا الشمالية — من 35°26′N 84°0′W / 35.433°N 84.000°W جورجيا (ولاية أمريكية) — من 35°0′N 84°0′W / 35.000°N 84.000°W فلوريدا — من 30°40′N 84°0′W / 30.667°N 84.000°W |
| 30°5′N 84°0′W / 30.083°N 84.000°W  | خليج المكسيك              | |
| 22°41′N 84°0′W / 22.683°N 84.000°W | كوبا                      | |
| 21°59′N 84°0′W / 21.983°N 84.000°W | البحر الكاريبي            | مرورا بغرب the جزر سوان, هندوراس (في 17°25′N 83°57′W / 17.417°N 83.950°W) |
| 15°33′N 84°0′W / 15.550°N 84.000°W | هندوراس                   | |
| 14°45′N 84°0′W / 14.750°N 84.000°W | نيكاراغوا                 | |
| 10°45′N 84°0′W / 10.750°N 84.000°W | كوستاريكا                 | مرورا بشرق سان خوسيه (كوستاريكا) (في 9°55′N 84°4′W / 9.917°N 84.067°W) |
| 9°20′N 84°0′W / 9.333°N 84.000°W   | المحيط الهادئ             | مرورا بغرب Isla del Caño, كوستاريكا (في 8°43′N 83°54′W / 8.717°N 83.900°W) |
| 60°0′S 84°0′W / 60.000°S 84.000°W  | المحيط الجنوبي            | |
| 73°32′S 84°0′W / 73.533°S 84.000°W | القارة القطبية الجنوبية   | Territory المطالب الإقليمية بالقارة القطبية الجنوبية by تشيلي |